# Dancz Ferenc (színművész, 1820–1875)
Dancz Ferenc (Károlyfehérvár, 1820 – Kisújszállás, 1875. augusztus 20.) vándorszínész, színlaposztó, 1848-as honvéd.

## Pályafutása
Színpadra lépett 1860. június 30-án. Játszott a Budai Népszínházban (1867), Kassán (1868–69), Novák Sándornál (1870–71), Szatmáron (1871–72), Győrben (1872–73) és Székesfehérvárott (1873–74). Halálát vízkór okozta.
Felesége az alvinci születésű Kovách Anna volt, aki elhunyt 1904. június 6-án Budapesten, 87 éves korában. Gyermekeik ifj. Dancz Ferenc, Dancz Lajos és Dancz Nina színészek.

## Munkája
- Bucsuszó. Brassó, 1854.